# Gerbillus nanus
Gerbillus nanus is een zoogdier uit de familie van de Muridae. De wetenschappelijke naam van de soort werd voor het eerst geldig gepubliceerd door Blanford in 1875.

## Voorkomen
De soort komt voor in Afghanistan, Algerije, Tsjaad, India, Iran, Irak, Mali, Mauritanië, Marokko, Niger, Oman, Pakistan, Saoedi-Arabië, Tunesië, Verenigde Arabische Emiraten en Jemen.